# Vrbje (Chorwacja)
Vrbje – wieś w Chorwacji, w żupanii brodzko-posawskiej, w gminie Vrbje. W 2011 roku liczyła 455 mieszkańców.